# 源雅兼
源 雅兼（みなもと の まさかね）は、平安時代後期の公卿。村上源氏、右大臣・源顕房の八男。官位は従三位・権中納言。薄雲中納言と呼ばれた。

## 経歴
白河院の近臣として信任厚く、長治元年（1104年）堀河天皇の五位蔵人となり、嘉承2年（1107年）の崩御まで務める。天永2年（1111年）からは鳥羽天皇の五位蔵人を務め、弁官の労にて永久5年（1117年）正月、従四位下に叙される。保安3年（1122年）から、鳥羽・崇徳二代の蔵人頭を務め、大治5年（1130年）十月参議左大弁となる。天承元年（1131年）に従三位・権中納言に至る。長承3年（1134年）治部卿を兼ね、長承4年（1135年）病気により辞職して出家。礼部禅門と呼ばれた（礼部は治部の唐名）。
学才に優れ、朝廷の政務にも通じており、白河院・鳥羽院の信頼が厚かった。白河院は藤原通俊や大江匡房と並んで評価をしたといい（『古事談』）、鳥羽院は雅兼の出家後も、しばしば呼び出して重要事について相談したとされる（『今鏡』300段）。また、源師時は、天下を支える名臣として、源師時・藤原忠宗・源師俊と共に雅兼を挙げている（『長秋記』長承2年9月5日条）。
詩歌もよくし、家集として『中納言雅兼卿集』（83首）がある。『金葉和歌集』以下の勅撰和歌集に9首が入集。

## 系譜
- 父：源顕房
- 母：藤原惟子（因幡掌侍） - 因幡守藤原惟綱の娘[1]
- 妻：藤原季成の娘
  - 男子：源雅成
- 妻：源忠宗の娘
  - 男子：源雅範
  - 男子：源雅綱（?-1143）
- 妻：大納言源能俊の娘
  - 男子：源雅頼（1127-1190）
  - 男子：源定房（1130-1188） - 源雅定の猶子
  - 男子：源通能 (?-1175) - 源師能の養子
- 生母不明の子女
  - 男子：源季房 (?-1156) - 源顕房の子とも
  - 男子：源雅隆 - 源顕房の子とも
  - 女子：藤原俊盛室